# John Leslie (actor pornográfico)
John Leslie Nuzzo (East Liverpool, 25 de enero de 1945 - Mill Valley, 5 de diciembre de 2010) fue un actor pornográfico, director y productor estadounidense. Usualmente fue acreditado como John Leslie, también trabajó bajo varios seudónimos incluyendo John Leslie Dupre, Frederick Watson y Lenie Lovely.
Junto con Ron Jeremy, Jamie Gillis, John Holmes y Harry Reems, Leslie fue uno de las principales estrellas de la Edad de Oro del porno, cuando las películas para adultos tuvieron narrativas, mayor calidad de producción, distribución e, incluso, exhibición en salas de cine regulares. Luego de Holmes tuviera problemas debido al consumo de drogas y su involucramiento hechos delictuosos, Leslie empezó a ser el principal actor de la industria luego del éxito de la película Talk Dirty to Me de 1980. Llegó a participar en 300 películas pornográficas antes de empezar a ser director.

## Primeros años
Leslie nació en el seno de una familia italestadounidense en East Liverpool, Ohio, el 25 de enero de 1945. Creció en la zona de Midland del condado de Beaver, Pensilvania. Tras graduarse en el instituto, trabajó en Crucible Steel Company antes de trasladarse a Nueva York para asistir a la Art Students League of New York. Después de terminar la escuela de arte, se unió a la banda "Brooklyn Blues Busters", donde tocaba la armónica y cantaba. Más tarde, la banda se trasladó a Míchigan. En 1973, la banda tocó en el Ann Arbor Blues and Jazz Festival con Victoria Spivey.

## Carrera
A mediados de la década de 1970, Leslie se trasladó a la zona de Mill Valley, en California, y comenzó a actuar en películas para adultos. Su primera película fue Coming Attractions (1976). Actuó en casi 300 películas para adultos y ganó numerosos premios durante sus días como actor. Apareció con algunas de las estrellas porno más conocidas de la época, como Traci Lords y John Holmes, así como Seka, Kay Parker y Annette Haven. Sus papeles más destacados fueron en Obsesionada] (1977), Los deseos dentro de las jovencitas (1977), A Coming of Angels (1977), Drácula suks (1978), Pretty Peaches (1979), Insaciable (1980), Nothing To Hide (1981), y Talk Dirty To Me, Part II (1982).
Leslie fue uno de los primeros actores porno en pasar de la interpretación a la dirección, comenzando con "Nightshift Nurses" (1987); después dirigió más de 90 películas para adultos, entre ellas "The Chameleon" (1989), "Curse of the Catwoman" (1992), "Dog Walker" (1994) y "Drop Sex" (1997), junto con las series "Voyeur", "Fresh Meat" y "Crack Her Jack". También ganó muchos premios por su trabajo detrás de las cámaras. A pesar de que gran parte de su trabajo posterior se enmarca en el género de la gonzo, en consonancia con las tendencias del video para adultos - como las series "Fresh Meat" y "Crack Her Jack" - Leslie siguió realizando largometrajes o "dramas sexuales". En 2007 dirigió la película "Brianna Love, Her Fine, Sexy Self". Leslie fue miembro de los salones de la fama de AVN, y XRCO.
Leslie murió de un ataque al corazón a la edad de 65 años el 5 de diciembre de 2010, en su casa de Mill Valley, California. Fue una de las varias ex estrellas del porno que aparecieron en el documental de 2012 After Porn Ends', que trataba sobre la vida después de ser actor porno. Su última aparición fue a título póstumo en el documental de 2016 X-Rated 2: The Greatest Adult Stars of All Time.

## Premios
Como actor:

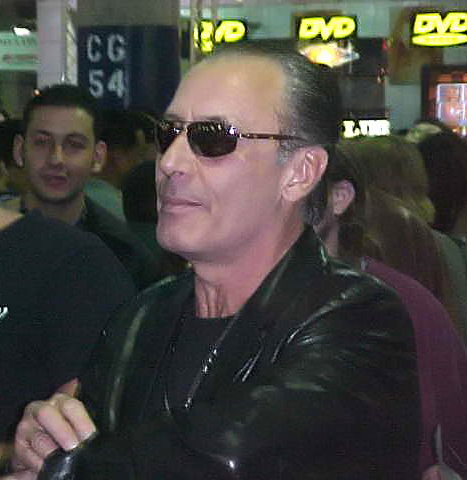
John Leslie en 2000

- 1977 AFAA - Mejor actor de reparto (Coming of Angels)[10]
- 1980 Premio AFAA - Mejor Actor (Háblame Sucio)[10]
- 1980 CAFA - Mejor Actor (Háblame Sucio)[10]
- 1981 Premio AFAA - Mejor Actor (Wicked Sensations)[10]
- 1982 Premio AFAA - Mejor Actor (Háblame Sucio 2)[10]
- 1982 Premio CAFA - Mejor Actor (Háblame Sucio 2)[10]
- 1984 Premio AFAA - Mejor Actor (Dixie Ray y Toda mujer tiene una fantasía) - empatado con él mismo en ambas películas[10]
- 1984 Premio XRCO - Mejor escena de copulación (Toda mujer tiene una fantasía)[11]
- Premio AFAA 1985 - Mejor Actor de Reparto (Taboo 4)[10]
- 1985 Premio AVN - Mejor Actor de Reparto, Película (Firestorm)[12]
- 1986 Premio XRCO - Mejor Actor (Toda mujer tiene una fantasía 2)[10])
- Premio AVN 1988 - Mejor Actor, Película (Firestorm 2)[12])
- Premio XRCO 1988 - Mejor Actor (La Bella y la Bestia)[10]

Como director
- 1987 Premio XRCO - Mejor Director, Vídeo (Nightshift Nurses)[10][13]
- Premio XRCO 1988 - Mejor Director (Catwoman)[10]
- 1989 Premio AVN - Mejor Director, Vídeo (Catwoman)[12]
- Premio XRCO 1992 a la mejor película (Chameleons: Not The Sequel)[8]Uso incorrecto de la plantilla enlace roto (enlace roto disponible en Internet Archive; véase el historial, la primera versión y la última).
- Premio XRCO 1994 a la Mejor Película (Dog Walker)[14]
- Premio XRCO 1994 - Mejor Director[14]
- 1995 Premio AVN - Mejor Director, Película (Dog Walker)[12]
- Premio AVN 1995 - Mejor director de vídeo (Bad Habits)[12])
- Premio AVN 1997 - Mejor película de sexo completo (John Leslie's Fresh Meat 3)[12])
- Premio XRCO 1997 al mejor director[14].
- Premio AVN 1998 - Mejor película de sexo completo (John Leslie's Fresh Meat 4)[12])
- Premio XRCO 1998 - Mejor Director[14].
- Premio AVN 1999 al mejor estreno de sexo completo (Carne fresca de John Leslie 5)[12])
- 1999 Premio AVN - Mejor Director, Vídeo (The Lecher 2)[12])
- Premio AVN 2000 - Mejor película de sexo completo (The Voyeur 12)[12]

Otros premios
- 1989 Premio AVN - Mejor Guion, Vídeo (Catwoman) con Mark Weiss[12]
- Premio AVN 1995 - Mejor guion de película (Dog Walker)[12]

## Literatura
- Nicolas Barbano: Verdens 25 hotteste pornostjerner (Rosinante, Dinamarca 1999) ISBN 87-7357-961-0: Contiene un capítulo sobre él.